# Дніпро (радіостанція)
Дніпро (до 1943 — «Говорить Південно-Західний фронт») — радянська урядова (з 1943) прифронтова україномовна мобільна радіостанція. Працювала в період німецької окупації України з 1943 по 1944.

## Історія
Почала своє мовлення у Броварах під час окупації Києва німецькими військами, початкова назва — «Говорить Південно-Західний фронт». У ході битви під Сталінградом перейшла під контроль республіканського комуністичного уряду України, після чого отримала назву «Дніпро». Перші передачі радіостанції як урядової почали транслюватися з населеного пункту Калач Воронезької області (територія РРФСР, нині РФ) 1 травня 1943. Після перелому в ході Сталінградської битви та початку відступу німецьких військ радіостанція разом з бійцями Червоної армії та лінією фронту поступово просувалася вглиб України. З кінця серпня 1943 станція вела мовлення з території Харківської області (базувалася неподалік м. Куп'янськ), з вересня того ж року, після невдалого бомбардування станції німецькою авіацією, — вже з самого Харкова. Після переходу Києва під контроль СРСР станція деякий час ще працювала в Харкові. 12 січня 1944 змінила місце дислокації, перебравшись із Харкова до Києва, де отримала постійне приміщення, перетворившись із пересувної на стаціонарну. Припинила свою роботу в грудні 1944.

## Направленість
Радіостанція мала пропагандистське та культурне спрямування, орієнтувалася здебільшого на жителів окупованої німецькими військами України. В ефірі «Дніпра» транслювалися виступи відомих українських діячів культури, урядові повідомлення, інформація з друкованих ЗМІ, велися репортажі з фронту.

## Цікавий факт
На початку мовлення в ефірі радіостанції пролунала пісня «Реве та стогне Дніпр широкий», яка стала позивним спочатку «Дніпра», потім — Українського радіо в повоєнний та більш пізні радянські часи; дана мелодія залишається незмінним позивним Українського радіо й сьогодні.

## Передавач
Передавач «Дніпра» розташовувався у двох вагонах відведеного під радіостанцію десятивагонного потяга. В інших вагонах знаходилися медпункт, їдальня, допоміжна апаратура й персонал. Радіостанція працювала на частоті 415,5 метри.

## Мови
Радіостанція «Дніпро» транслювала передачі п'ятьма мовами — українською, російською, польською, румунською та німецькою.